# Acantholimon halophilum
Acantholimon halophilum — вид квіткових рослин із родини кермекових (Plumbaginaceae).

## Біоморфологічна характеристика
Сиза рослина 5–10 см заввишки. Листки плоско-трійчасті, 10–25 мм, голі, ніжка листка помітно довша ніж пластина. Колоси нещільні, 5–8 см, колосочків 10–15, 1-квіткові.

## Середовище проживання
Ендемік Туреччини.
Росте на солончаках.